# Wiceprezydenci Republiki Serbskiej

## Chronologiczna lista
| #  | Imię i Nazwisko               | Portret | Kadencja      | Kadencja      | Partia polityczna | Partia polityczna |
| #  | Imię i Nazwisko               | Portret | Od            | Do            | Partia polityczna | Partia polityczna |
| -- | ----------------------------- | ------- | ------------- | ------------- | ----------------- | ----------------- |
| 1  | Biljana Plavšić (ur. 1930)    |         | grudzień 1992 | lipiec 1996   |                   | SDS               |
| 1  | Nikola Koljević (1936–1997)   |         | grudzień 1992 | lipiec 1996   |                   | SDS               |
| 2  | Nikola Koljević (1936–1997)   |         | lipiec 1996   | wrzesień 1996 |                   | SDS               |
| 3  | Dragoljub Mirjanić (ur. 1954) |         | wrzesień 1996 | listopad 1998 |                   | SDS               |
| 4  | Mirko Šarović (ur. 1956)      |         | listopad 1998 | styczeń 2000  |                   | SDS               |
| 5  | Dragan Čavić (ur. 1958)       |         | styczeń 2000  | listopad 2002 |                   | SDS               |
| 6  | Adil Osmanović (ur. 1963)     |         | listopad 2002 | listopad 2006 |                   | SDA               |
| 6  | Ivan Tomljenović (–)          |         | listopad 2002 | listopad 2006 |                   | SDP BiH           |
| 7  | Adil Osmanović (ur. 1963)     |         | listopad 2006 | listopad 2010 |                   | SDA               |
| 7  | Davor Čordaš (ur. 1959)       |         | listopad 2006 | listopad 2010 |                   | HDZ BiH           |
| 8  | Enes Suljkanović (ur. 1961)   |         | listopad 2010 | listopad 2014 |                   | SDP BiH           |
| 8  | Emil Vlajki (ur. 1942)        |         | listopad 2010 | listopad 2014 |                   | NDS               |
| 9  | Ramiz Salkić (ur. 1973)       |         | listopad 2014 | listopad 2022 |                   | SDA               |
| 9  | Josip Jerković (ur. 1959)     |         | listopad 2014 | listopad 2022 |                   | HDZ BiH           |
| 10 | Ćamil Duraković (ur. 1979)    |         | listopad 2022 | nadal         |                   | Bezpartyjny       |
| 10 | Davor Pranjić (ur. 1972)      |         | listopad 2022 | nadal         |                   | HDZ BiH           |